# Bahrain vid världsmästerskapen i friidrott 2022
Bahrain tävlade vid världsmästerskapen i friidrott 2022 i Eugene i USA mellan den 15 och 24 juli 2022. Bahrain hade en trupp på sex idrottare.

## Resultat

### Herrar
Gång- och löpgrenar
| Idrottare     | Gren         | Försöksheat | Försöksheat | Semifinal | Semifinal | Final        | Final     |
| Idrottare     | Gren         | Resultat    | Placering   | Resultat  | Placering | Resultat     | Placering |
| ------------- | ------------ | ----------- | ----------- | --------- | --------- | ------------ | --------- |
| Birhanu Balew | 5 000 meter  | 0DNS0       | 0DNS0       | —         | —         | 0DNS0        | 0DNS0     |
| Birhanu Balew | 10 000 meter | —           | —           | —         | —         | 0DNS0        | 0DNS0     |
| Shumi Dechasa | Maraton      | —           | —           | —         | —         | 2:07.52 0SB0 | 9         |

### Damer
Gång- och löpgrenar
| Idrottare       | Gren               | Försöksheat | Försöksheat | Semifinal        | Semifinal        | Final            | Final            |
| Idrottare       | Gren               | Resultat    | Placering   | Resultat         | Placering        | Resultat         | Placering        |
| --------------- | ------------------ | ----------- | ----------- | ---------------- | ---------------- | ---------------- | ---------------- |
| Edidiong Odiong | 100 meter          | 11,28       | 28 0Q0      | 11,56            | 22               | Gick inte vidare | Gick inte vidare |
| Edidiong Odiong | 200 meter          | 22,98       | 22 0q0      | 23,31            | 21               | Gick inte vidare | Gick inte vidare |
| Eunice Chumba   | Maraton            | —           | —           | —                | —                | 0DNS0            | 0DNS0            |
| Aminat Jamal    | 400 meter häck     | 56,78 0SB0  | 29          | Gick inte vidare | Gick inte vidare | Gick inte vidare | Gick inte vidare |
| Winfred Yavi    | 3 000 meter hinder | 9.17,32     | 12 0Q0      | —                | —                | 9.01,31          | 4                |